# Бихово (Поморське воєводство)
Бихово (пол. Bychowo, каш. Bichòwò, нім. Bychow) — село в Польщі, у гміні Ґневіно Вейгеровського повіту Поморського воєводства.
Населення — 282 особи (2011).
У 1975-1998 роках село належало до Гданського воєводства.

## Демографія
Демографічна структура станом на 31 березня 2011 року:
|          | Загалом | Допрацездатний вік | Працездатний вік | Постпрацездатний вік |
| -------- | ------- | ------------------ | ---------------- | -------------------- |
| Чоловіки | 156     | 46                 | 95               | 15                   |
| Жінки    | 126     | 31                 | 78               | 17                   |
| Разом    | 282     | 77                 | 173              | 32                   |